# サイモン・ガーファンクル (小惑星)
サイモン・ガーファンクル (91287 Simon-Garfunkel) は、小惑星帯の小惑星。ブラジル、ミナスジェライス州のObservatório Wykrota - CEAMIG (Centro de Estudos Astronômicos de Minas Gerais)) でクリストヴァン・ジャック(Cristóvão Jacques)が発見した。
サイモン&ガーファンクルから命名された。